# Electro-Shock for President
Electro-Shock for President es el último lanzamiento de la banda Brainiac. El cuarteto decidió usar priorizar equipos electrónicos antes que guitarras para demostrar su evolución sonora. Este EP estaba destinado a ser un adelanto del cuarto álbum de Brainiac, que se esperaba que fuera su debut en el sello Interscope Records. Sin embargo, el vocalista y teclista Tim Taylor murió en un accidente automovilístico poco después del lanzamiento del EP.
En abril de 2005, Trent Reznor de Nine Inch Nails señaló en un programa de radio de la BBC que Brainiac fue "realmente inspirador para mí desde un punto de vista sonoro". Continuó diciendo que mientras grababa With Teeth de 2005, usó Electro-Shock for President como referencia.

## Listado de canciones
1. Fresh New Eyes – 2:19
2. Flash Ram – 3:34
3. Fashion 500 – 2:21
4. The Turnover – 2:09
5. For My Beloved – 0:51
6. Mr. Fingers – 2:59

## Créditos
Brainiac
- Tim Taylor – voces, teclados, sintetizadores, moog
- John Schmersal – teclados, guitarras
- Juan Monasterio – bajo
- Tyler Trent – batería, percusión

Personal adicional
- Jim O'Rourke – producción, ingeniería de sonido, mezcla